# Estação Zviosdnaia
Zviosdnaia (em russo:  Звёздная) é uma das estações da linha Moskovsko-Petrogradskaia (Linha 2) do metro de São Petersburgo, na Rússia. Estação «Zviosdnaia» está localizada entre as estações «Moskovskaia» (ao norte) e «Cúptchino» (ao sul).